# Halobacterium
Genre
Halobacterium est un genre d'archées halophiles de la famille des Halobacteriaceae. Il regroupe plusieurs espèces aérobies dont le métabolisme nécessite un environnement à forte teneur en sels dissous car de nombreuses enzymes de ces organismes sont inopérantes dans les environnements pauvres en sels. Ces cellules se présentent sous forme de bâtonnets ou de coques de couleur rouge ou violette, avec des parois cellulaires différentes de celles des bactéries car ces dernières ne résistent pas aux environnements trop riches en sels, et se développent en présence d'acides aminés en conditions aérobies. Elle se reproduisent par scissiparité (par constriction) et sont motiles. Leur développement est optimal à 42 °C.
Le génome d’Halobacterium NRC-1 a été séquencé et comprend 2 571 010 paires de bases d'ADN répartis sur trois chromosomes circulaires : un grand de 2 014 239 paires de bases, et deux petits de 191 346 et 365 425 paires de bases.
Les espèces d'archées du genre Halobacterium sont présentes dans le Grand Lac Salé, dans la mer Morte, dans le lac Magadi et plus généralement dans toutes les étendues d'eau à forte teneur en sel. Les espèces d’halobactéries pourpres doivent leur couleur à la bactériorhodopsine, une protéine qui permet à ces cellules de générer un gradient de protons à travers leur membrane plasmique et de produire de l'énergie métabolique par phosphorylation de l'ADP en ATP par couplage chimiosmotique.

## Liste des espèces
Selon Catalogue of Life (27 juillet 2017) :
- Halobacterium halobium (Petter, 1931) Elazari-Volcani, 1957
- Halobacterium jilantaiense Yang & al., 2006
- Halobacterium noricense Gruber & al., 2005
- Halobacterium piscisalsi Yachai & al., 2008
- Halobacterium salinarum (Harrison & Kennedy, 1922) Elazari-Volcani, 1957 emend. Gruber & al., 2004